# Colònia Agafallops
La Colònia Agafallops o Can Botey és una colònia industrial del municipi de Ripoll (Ripollès), catalogada com a bé cultural d'interès local.

## Història
Documentada el 1862, la filatura va ser ampliada a partir del 1890, quan la va adquirir el malleuenc Jacint Rifà. El 1915 s'hi va incorporar com a soci Josep Botey, que va donar nom a la colònia. El 1925 van adquirir el salt d'Agafallops i ampliaren les instal·lacions; la darrera ampliació és del 1945.
El 20 de juny del 2020, una de les naus de la colònia va patir un important incendi per la caiguda d'un llamp.

## Descripció

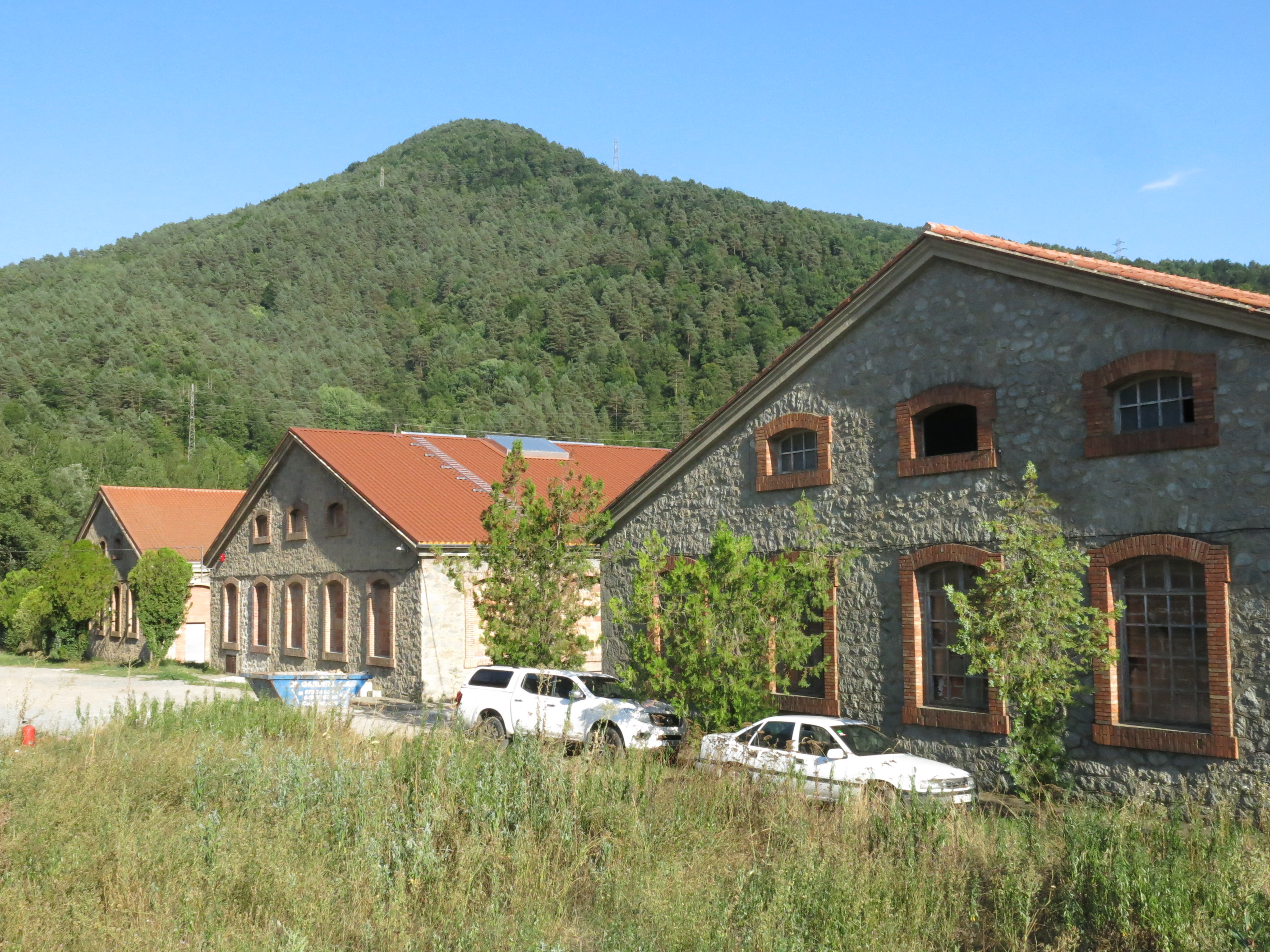
Naus de la fàbrica

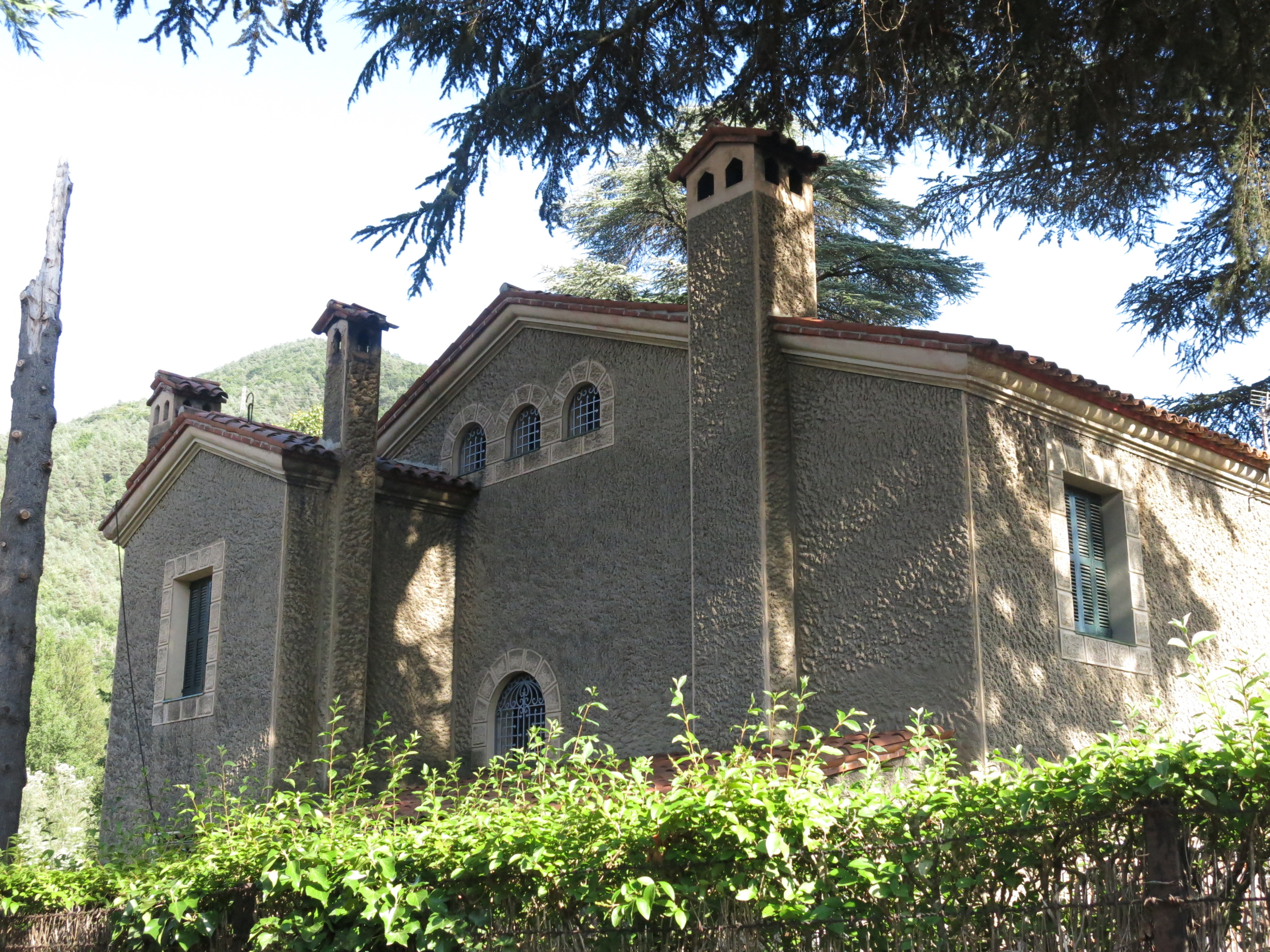
Casa del director

Les naus industrials s'agrupen paral·lelament en un extrem del qual pengen una filera d'habitatges amb planta baixa rematades per un edifici en alçada. Els materials utilitzats són comuns a altres edificacions i èpoques recents. L'ús de l'arc com a element estructural emmarca les galeries a manera de l'eixida dels tradicionals masos.